# Język lamaholot
Język lamaholot, także solor – język austronezyjski używany w indonezyjskiej prowincji Małe Wyspy Sundajskie Wschodnie, m.in. na wyspie Flores oraz na wyspach Solor. Według danych z 2010 roku posługuje się nim 180 tys. osób.
Dzieli się na trzy dialekty (zespoły dialektów) – zachodni, środkowy i wschodni. Jest silnie rozdrobniony wewnętrznie, tworzy złożoną sieć pomniejszych odmian, o różnym stopniu wzajemnej zrozumiałości – i zawiłej klasyfikacji. Na podstawie analizy leksykostatystycznej G. Keraf (1978) wyróżnił 33 dialekty składające się na język lamaholot ; autorzy Ethnologue (wyd. 16) omówili je jako 11 języków.
Nie jest zbyt blisko spokrewniony z językami centralnego i zachodniego Flores. Bliższe związki łączą go z językami sika, kedang i alorskim. Ten ostatni uchodzi czasem za dialekt lamaholot, niemniej są to zdecydowanie odrębne języki – dzielą jedynie 50–60% podstawowej leksyki, a lamaholot odróżnia się bogatą morfologią derywacyjną i fleksyjną. Lamaholot nie przeszedł wielu zmian strukturalnych właściwych dla alorskiego .
Wykazuje pewne cechy języka mieszanego. Połowa jego słownictwa, w tym znaczna część leksyki podstawowej, nie wywodzi się ze rdzeni austronezyjskich. Cechy strukturalne lamaholot i alorskiego sugerują, że ich prajęzyk znajdował się pod wpływem papuaskim.
Jest zagrożony wymarciem, gdyż występuje silna presja ze strony języka narodowego. Dodatkowo odnotowano, że w okolicach miasta Larantuka został częściowo wyparty przez malajski Kupangu. Według innych doniesień (2017) pozostaje w powszechnym użyciu, a ludność wysp Solor ma pozytywny stosunek do swojego języka. Niemniej zaobserwowano redukcję jego znaczenia społecznego i zanik elementów rodzimej leksyki. W wielu sferach życia, zwłaszcza w edukacji i sytuacjach formalnych, dominuje język indonezyjski. Częste są zjawiska przełączania i mieszania kodów (code switching i code mixing).